# Mirny (République de Sakha)
Pour les articles homonymes, voir Mirny.
Mirny (en russe : Мирный) est une ville de la république de Sakha, en Russie, et le centre administratif du raïon de Mirny. Sa population s'élevait à 35 376 habitants en 2017.

## Géographie
Mirny est située en Sibérie, à 816 km à l'ouest de Iakoutsk et à 4 383 km à l'est de Moscou.

## Histoire
Fondée en 1955, Mirny possède le statut de ville depuis 1959.

## Population
Recensements (*) ou estimations de la population
| 1959* | 1970*  | 1979*  | 1989*  | 2002*  | 2010*  |
| ----- | ------ | ------ | ------ | ------ | ------ |
| 5 695 | 23 826 | 30 462 | 38 793 | 39 981 | 37 188 |

| 2012   | 2013   | 2014   | 2015   | 2016   | 2017   |
| ------ | ------ | ------ | ------ | ------ | ------ |
| 35 478 | 34 912 | 34 652 | 34 354 | 34 836 | 35 376 |

## Économie
La principale entreprise de Mirny est la société AK Almaz Rossia-Sakha, en abrégé AK ALROSA (АК « Алмазы Россия-Саха » – АК « АЛРОСА ») qui exploite des mines de diamants.
Dans la ville-même se trouve la gigantesque mine Mir (« Paix » en russe) : une mine de diamant à ciel ouvert, abandonnée, profonde de 525 m et d'un diamètre de 1 200 mètres. Il s'agit de la quatrième plus grande excavation au monde.
La ville est desservie par l'aéroport de Mirny.